# Okni
Okni (vermeld in volkstellingen als Okni NO.II) is een census town in het district Hazaribagh van de Indiase staat Jharkhand. 

## Demografie
Volgens de Indiase volkstelling van 2001 wonen er 8203 mensen in Okni, waarvan 54% mannelijk en 46% vrouwelijk is. De plaats heeft een alfabetiseringsgraad van 78%. 